# Libá
Libá (précédemment : Libštejn ; en allemand : Liebenstein) est une commune du district de Cheb, dans la région de Karlovy Vary, en République tchèque. Sa population s'élevait à 800 habitants en 2020.

## Géographie
Libá se trouve à la frontière avec l'Allemagne, à 12 km au nord-ouest de Cheb, à 44 km à l'ouest-sud-ouest de Karlovy Vary et à 155 km à l'ouest de Prague.
La commune est limitée par Hazlov au nord, par Poustka et Františkovy Lázně à l'est, par Cheb au sud, et par l'Allemagne à l'ouest.

## Histoire
La première mention écrite du village date de 1264.